# Frfotavka
Frfotavka (znanstveno ime Tachyeres) je domačim gosem podoben rod ptic iz družine plovcev. Živijo na južnih obalah Južne Amerike. Med tremi vrstami teh čokatih in težkih ptic dve sploh ne letata, sicer dobro plavajo in se potapljajo. Nevarnosti se umaknejo s potapljanjem ali beže po vodni gladini, frfotaje s perutnicami.

## Obstoječe vrste
- Tachyeres patachonicus (leteča frfotavka - južni Čile in Argentina, Ognjena zemlja, Falklandski otoki)
- Tachyeres pteneres (Magellanova neleteča frfotavka - južni Čile in Chiloé do Ognjene zemlje)
- Tachyeres leucocephalus (Beloglava neleteča frfotavka - Argentina, regija Chubut)
- Tachyeres brachypterus (Falklandska frfotavka - Falklandski otoki v južnem Atlantskem oceanu)